# Labrisomus cricota
Labrisomus cricota är en fiskart som beskrevs av Sazima, Gasparini och Moura 2002. Labrisomus cricota ingår i släktet Labrisomus och familjen Labrisomidae. Inga underarter finns listade i Catalogue of Life.